# Хуана Рамирес Ла Аванзадора
Хуана Рамирес Ла Аванзадора (исп. Juana Ramírez La Avanzadora; 12 января 1790, Пиар, Монагас, Новая Гранада — 23 октября 1856, Монагас) — героиня Венесуэльской войны за независимость.

## Биография
Родилась в рабстве. В 1813 году присоединилась к борцам за независимость от испанской колониальной власти, командовала артиллерийским отрядом из 100 человек, состоящим исключительно из женщин, сыгравшим важную роль в сопротивлении попыткам испанцев подавить тогда ещё недавно обретшую независимость Венесуэлу и снова сделать её колонией.
23 октября 2001 года символические останки Хуаны Рамирес были похоронены в Национальный Пантеон Венесуэлы.
Первая чернокожая женщина, похороненная в Национальном Пантеоне Венесуэлы.

## Память
- В городе Матурин Хуане Рамирес установлен памятник.